# 塞弗倫斯鎮區 (明尼蘇達州錫布利縣)
塞弗倫斯鎮區（英語：Severance Township）是位於美國明尼蘇達州錫布利縣的一個行政鎮區。

## 歷史
塞弗倫斯鎮區於1858年成立，得名自州立法委員馬丁·胡安·塞弗倫斯（Martin Juan Severance）。

## 地方資料
塞弗倫斯鎮區的面積為98.63平方千米，當中陸地面積為94.87平方千米，而水域面積為3.76平方千米。根據2020年美國人口普查的數據，當地共有人口219人，而人口密度為每平方千米2.22人。